# Карфица
Карфица (още топлийка) е игла с топче в единия край, вместо с дупка, чието предназначение е да закрепи предмети или материал заедно. Намира приложение в шивачеството, канцеларските пособия и др.
Според функцията си карфиците могат да бъдат направени от метал (например стомана, мед или месинг), дървесина, пластмаса, кост и др.

## История
Карфици са открити на археологически обекти, датирани още от палеолита, направени от кости и тръни, както от неолитни, келтски и древноримски обекти. Неолитните обекти са богати на дървени карфици и все още са често срещани през Елизабетинска епоха. В Азия, Северна Африка и Европа са открити метални карфици от бронзовата епоха, като забележителните карфици с глави във форма на чук от курганските погребения в североизточния Кавказ.

## Галерия
Карфиците имат разнообразна форма, според предназначението си:
- Карфици с цветни глави (шивашки)
- Карфици с обли глави и във формата на кука
- Пинче за коркова дъска (канцеларска карфица)
- Франкска карфица с връх във формата на орел, VI век
- Карфица за наметало от кост и черупка на миди, маорска култура
- Карфици от метал и кости, използвани за закрепване на дрехи през бронзовата епоха